# Xã Beemer, Quận Cuming, Nebraska
Xã Beemer (tiếng Anh: Beemer Township) là một xã thuộc quận Cuming, tiểu bang Nebraska, Hoa Kỳ. Năm 2010, dân số của xã này là 862 người.